# MOS SID

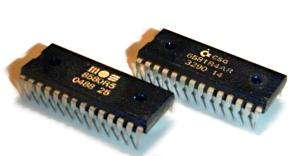
MOS Technology SID: l'immagine di destra mostra un 6581 marchiato CSG (Commodore Semiconductor Group), il nome che assunse MOS Technology nel 1989, l'immagine di sinistra mostra un 8580 marchiato MOS. I numeri 0488 e 3290 sono in formato "wwyy", cioè i chip sono stati prodotti nella settimana 4 del 1988 e nella settimana 32 del 1990. L'ultimo numero è probabilmente il numero del batch.

MOS SID (ove SID sta per Sound Interface Device) indica alcuni microprocessori della MOS Technology utilizzati per il sonoro dei computer della Commodore: CBM-II, Commodore 64 e Commodore 128.
I modelli utilizzati furono il 6581 ed il 8580 (quest'ultimo utilizzato a partire dal Commodore 64C) e sono stati i primi chip sonori del loro genere a essere incluso negli home computer, prima dell'epoca della rivoluzione del suono digitale. Assieme al MOS Technology VIC-II, il SID fu uno dei motivi del successo del C64.
Il SID ha il brevetto americano numero 4.677.890, archiviato nel 27 febbraio del 1983 e approvato nel 7 luglio 1987. Il brevetto è scaduto il 7 luglio 2004.

## Storia
Venne sviluppato dall'ingegnere Robert Yannes, che in futuro avrebbe fondato la compagnia di sintetizzatori digitali Ensoniq. Yannes era a capo di un team che comprendeva, oltre a lui, due tecnici e un operatore CAD che usava Applicon (ora parte della UGS Corp.). Il team disegnò e completò il chip in cinque mesi nella seconda metà del 1981. Yannes fu ispirato dal lavoro precedente nell'industria dei sintetizzatori più che dai chip sonori dei computer di allora, di cui non era per niente soddisfatto. Lo scopo di Yannes era produrre un chip di alta qualità, come un vero strumento musicale, dotato di caratteristiche precedentemente assenti nei chip sonori come il generatore di inviluppo ADSR.
(Affermazioni di Robert Yannes tratte da "Sulla cresta del baratro...la spettacolare ascesa e caduta della Commodore")

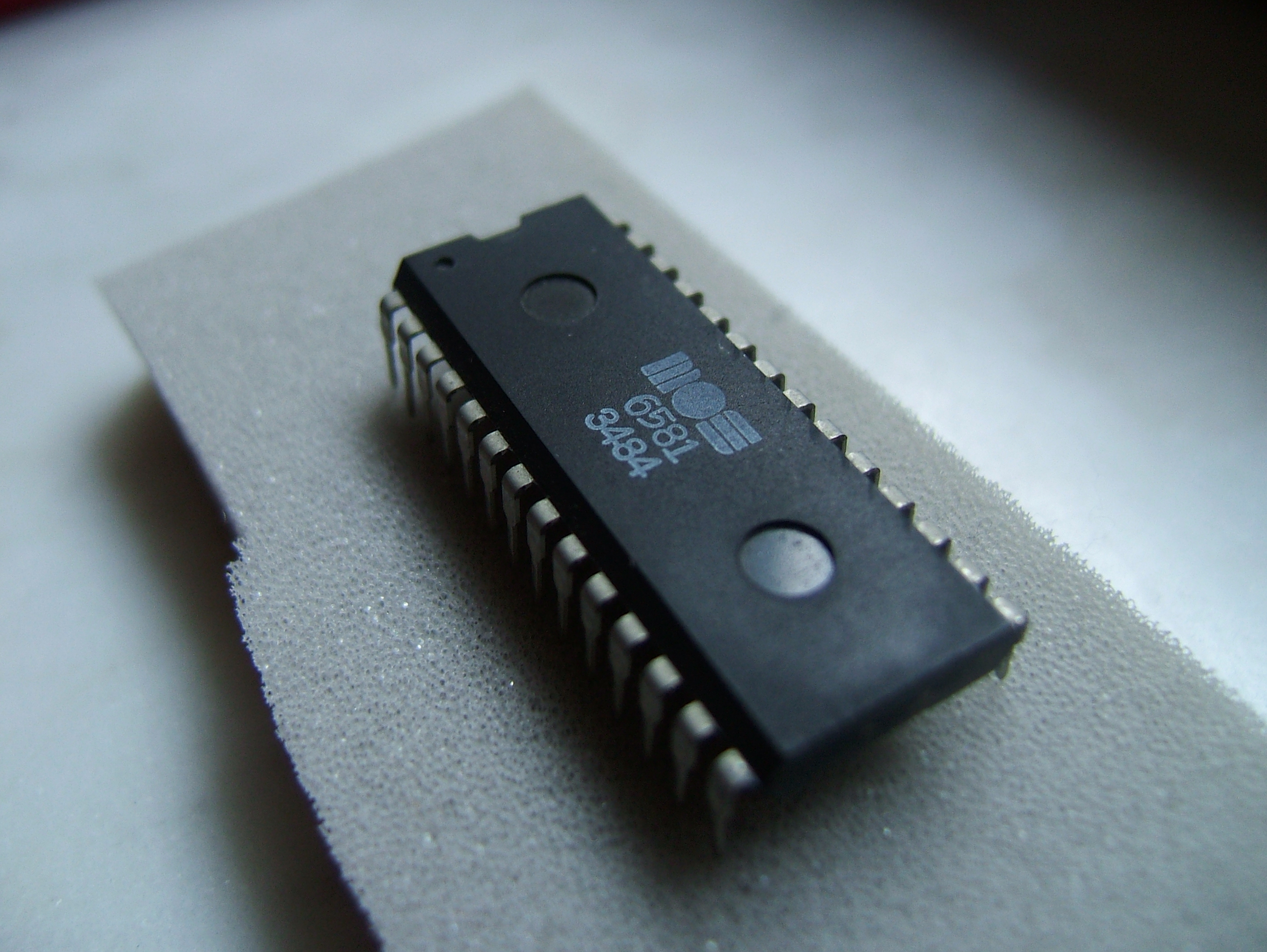
MOS Technology SID

Durante la progettazione del chip, grande peso fu dato a un controllo di frequenza ad alta precisione, il SID era inizialmente progettato per avere 32 voci indipendenti, che condividevano un unico oscillatore. Tuttavia queste caratteristiche non furono completate in tempo, e la maschera di silicio per un oscillatore fu semplicemente replicata tre volte lungo la superficie del chip, creando tre voci ognuna con il proprio oscillatore. Un'altra caratteristica non incorporata nella versione finale fu una lookup table di frequenze delle note musicali più comuni, scartata a causa delle limitazioni di spazio. Il supporto per un pin di ingresso audio fu un'aggiunta che Yannes fece senza chiedere, anche se questo non avesse un uso pratico immediato in un computer rese possibile usare il chip come un semplice processore di effetti. Le maschere furono prodotte con tecnologia da 7 micron allo scopo di raggiungere una buona resa di produzione: la tecnologia migliore allora disponibile era da 6 micron. Il primo computer ad utilizzarlo, il Commodore 64, fu finito in tempo per il Consumer Electronics Show nel primo weekend di gennaio 1982.

## Descrizione

6581 Pin configuration

Il SID è un circuito integrato comprendente sia componenti digitali (sugli ingressi di controllo) sia componenti analogici (per la generazione del suono). Il SID è in grado di sintetizzare tre voci separate, utilizzando per ciascuna voce un'onda quadra (con duty cycle variabile), triangolare, a dente di sega, un rumore pseudo-casuale (non bianco) o alcune forme d'onda più complesse combinandone di più elementari. È possibile applicare un inviluppo alla voce affinché le note si attenuino nel tempo, modulare tra loro due voci moltiplicando tra loro le uscite con una tecnica detta modulazione ad anello (in realtà nel chip 6581 questa caratteristica funziona solo per alcune forme d'onda), e introdurre dei filtri analogici la cui frequenza di taglio si può scegliere a piacere. Il tipico suono del SID è dovuto alla combinazione di queste caratteristiche. I filtri sono ottenuti tramite dei condensatori esterni al chip, con i quali il chip realizza dei filtri controllati digitalmente a frequenza di taglio e risonanza programmabile. È anche possibile utilizzare una porta audio esterna, il cui segnale passerà attraverso il filtro.
Le specifiche del chip non furono usate come linea guida del progetto. Piuttosto, esse vennero scritte mentre il lavoro di sviluppo proseguiva, e non tutte le caratteristiche decise vennero inserite nel design finale. Yannes sostiene che solo i tre quarti delle funzioni previste furono parte del prodotto finito. Per questa ragione, il primo modello (6581) non obbediva completamente ad alcune specifiche. La revisione successiva (8580) fu rivista per rispettare le specifiche. Per esempio, il 8580 può fare un AND logico tra due forme d'onda arbitrarie, mentre il 6581 può farlo solo tra un'onda triangolare e una quadra. Un'altra feature che differisce tanto è l'implementazione del filtraggio digitale: il 6581 è largamente fuori specifica. Altre differenze tra 6581 e 8580 sono la diversa tensione di ingresso (12V per il 6581, 9V per l'8580), grazie alla quale il chip 8580 dissipa meno calore e dura più tempo. Inoltre, i circuiti digitali sono meglio separati da quelli analogici e questo migliora la qualità del suono dell'8580. Infine, l'8580 corregge i difetti precedentemente menzionati nel circuito di modulazione, e rende l'implementazione filtro più aderente a quanto affermato nelle specifiche.
Nonostante queste migliorie, molti musicisti preferivano il chip 6581 a quello corretto e migliorato. Il filtro del 6581 infatti produce un suono fortemente distorto, adatto a simulare strumenti come la chitarra elettrica; l'uscita del filtro passa-alto infatti è mixata con ampiezza dimezzata (attenuata di 3 dB) rendendo il suono complessivo più ricco di bassi. In generale, il chip comprende altre nonlinearità nei generatori di forma d'onda che rendono il suono meno spigoloso, offrendo ulteriori possibilità al musicista.

## Difetti di progettazione
A causa di un difetto nel chip originale, ogni cambiamento di volume su un canale causa l'emissione di un breve 'pop' che qualche programmatore trovò utile per produrre un suono percussivo o per sintetizzare la voce umana. Questo baco venne usato spesso per introdurre percussioni, parlato, o brevi suoni digitalizzati (con una risoluzione di 4 bit). Questo difetto è stato corretto nel chip 8580, utilizzato sul Commodore 64C e sul Commodore 128, eliminando la possibilità di suonare campioni digitali su questi computer, ma di contro rendendo il volume del chip abbastanza basso; è tuttavia possibile effettuare una modifica hardware o usare un piccolo trucco software (che usa la Pulse generation) in modo da riportare il livello di volume a quello del 6581.

## Dati tecnici

### Caratteristiche
- tre canali audio indipendenti e programmabili, con un suono a 8 ottave e un limite da 16 a 4000 Hz;
- quattro diverse onde per gli oscillatori audio (dente di sega, triangolare, quadra, rumore pseudocasuale)
- tre filtri sonori (passa basso, passa alto e passa banda)
- sincronizzazione degli oscillatori
- due convertitori a 8 bit dall'analogico al digitale (utilizzato per i controller da gioco)
- input audio esterno

### Revisioni
Il chip 6581 R1 non fu mai venduto nel mercato. Le revisioni del chip furono:
- 6581 R2 - detto anche come "MOS" "6581"
- 6581 R3 - "6581 R3" o "6581 CBM"
- 6581 R4 AR - "6581 R4 AR"
- 6582 A - prodotto nel 1992
- 8580 R5

## Utilizzo

### Nei videogiochi
Tra i più importanti compositori di musica per videogiochi ricordiamo Rob Hubbard, autore di numerosi temi famosi come quelli di Commando, Sanxion, Skate or Die!, International Karate, Monty on the Run.
Altri musicisti ben noti sono David Whittaker (Lazy Jones, The Armageddon Man, Glider Rider, Amaurote), Martin Galway (Arkanoid e Wizball), Jeroen Tel (Cybernoid e Myth: History in the Making), Ben Daglish (The Last Ninja) Chris Hülsbeck e Timothy (Tim) John Follin che realizzò una colonna sonora per la conversione su Commodore 64 di Ghouls 'n Ghosts, Bionic Commando, Gauntlet 3.

### Nella musica e tecnologia
- Nel 1997 fu prodotto uno strumento musicale elettrico che utilizzava il chip SID. Era chiamato SidStation e fu prodotto dall'azienda svedese Elektron. Nel 2004, la Elektron mise in commercio il sequenziatore musicale Monomachine con tastiera opzionale. Il Monomachine aveva diversi sintetizzatori, compreso un oscillatore basato sul 6581, che veniva emulato con un chip DSP.
- Negli anni novanta fu venduta una scheda sonora per PC, detta HardSID. La scheda utilizzava da 1 a 4 chip SID.
- Nel giugno del 1998 fu prodotto un emulatore SID: reSID. L'emulatore, interamente software, è disponibile sotto forma di codice sorgente C++ e distribuito con licenza GPL dall'autore, Dag Lem.
- Il MIDIbox SID è un sintentizzatore MIDI che poteva contenere fino a 4 chip SID. Il controllo del sintetizzatore era eseguito via software o via pannello di controllo.
- Il progetto PhoenixSID 65X81 (2006) ha come scopo il tentativo di creare un chip SID utilizzando hardware moderno utilizzando chip FPGA, progetti originari e confronti con i veri chip SID.
- SidBerry è una scheda sonora per RaspberryPi open-source e open-hardware che permette di utilizzare un vero chip SID

Un file con estensione .SID è un file sonoro che contiene non solo le tracce sonore, ma anche codice macchina per il 6502 necessario a eseguire la musica sul SID. La collezione The High Voltage SID Collection, all'aggiornamento n. 70 del 23 dicembre 2018, contiene più di 51360 file SID. I file SID hanno il tipo MIME: audio/prs.sid